# Josef Šídlo
Josef Šídlo war ein tschechoslowakischer Radrennfahrer.

## Sportliche Laufbahn
Šídlo war im Straßenradsport und im Bahnradsport aktiv. Er war Teilnehmer der Olympischen Sommerspiele 1928 in Amsterdam. Im olympischen Straßenrennen kam er beim Sieg von Henry Hansen auf den 46. Rang. Die tschechoslowakische Mannschaft mit Ladislav Brůžek, Antonín Honig, Antonín Perič und Josef Šídlo kam in der Mannschaftswertung auf den 11. Platz. Die nationale Meisterschaft im Punktefahren gewann er 1928. 1929, 1931 und 1932 wurde er nationaler Meister im Sprint.
Šídlo war Architekt und entwarf die Radrennbahn Velodrom Třebešín in Prag. Diese war die erste Radrennbahn in Prag.